# Presidents' Conference Committee-tram

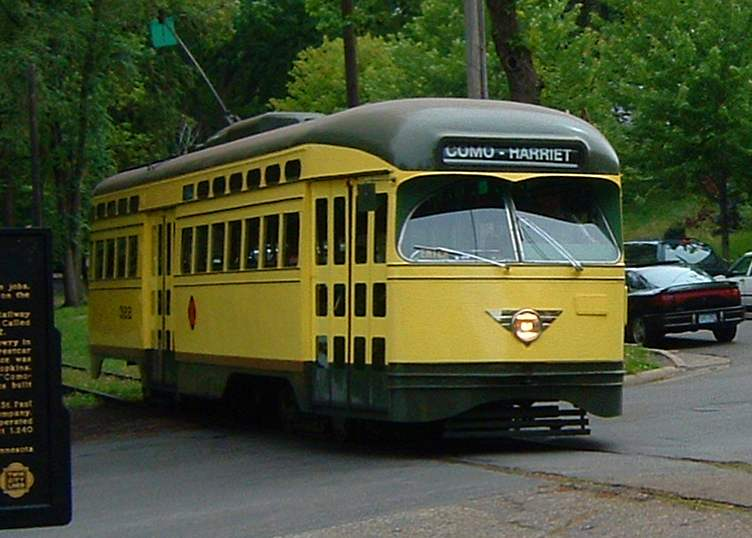
Amerikaanse PCC-car uit Minneapolis-St. Paul

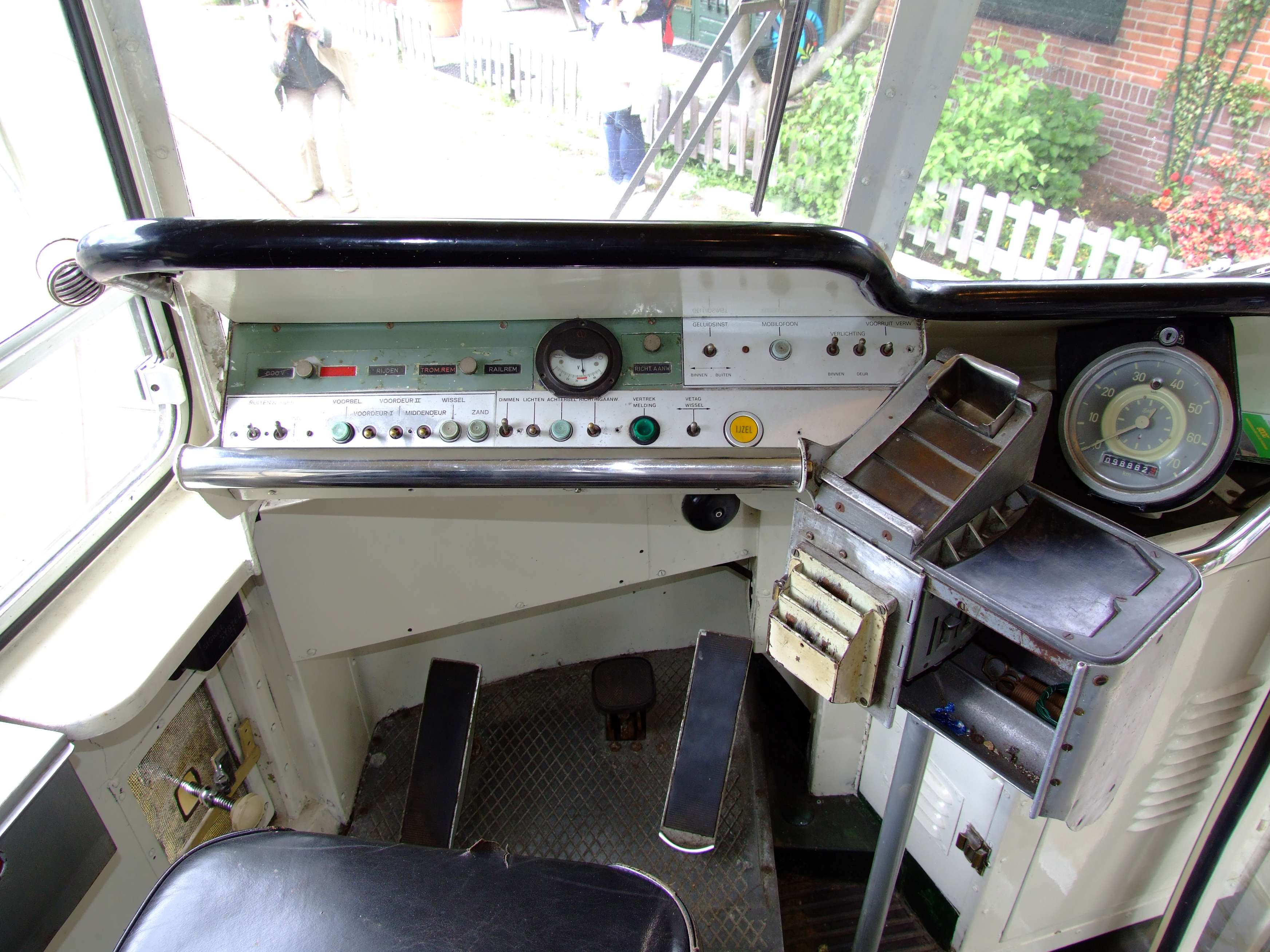
Stuurstand van een Haagse PCC-car van de serie 1000. Goed zichtbaar zijn de pedalen waarmee de snelheid wordt geregeld.

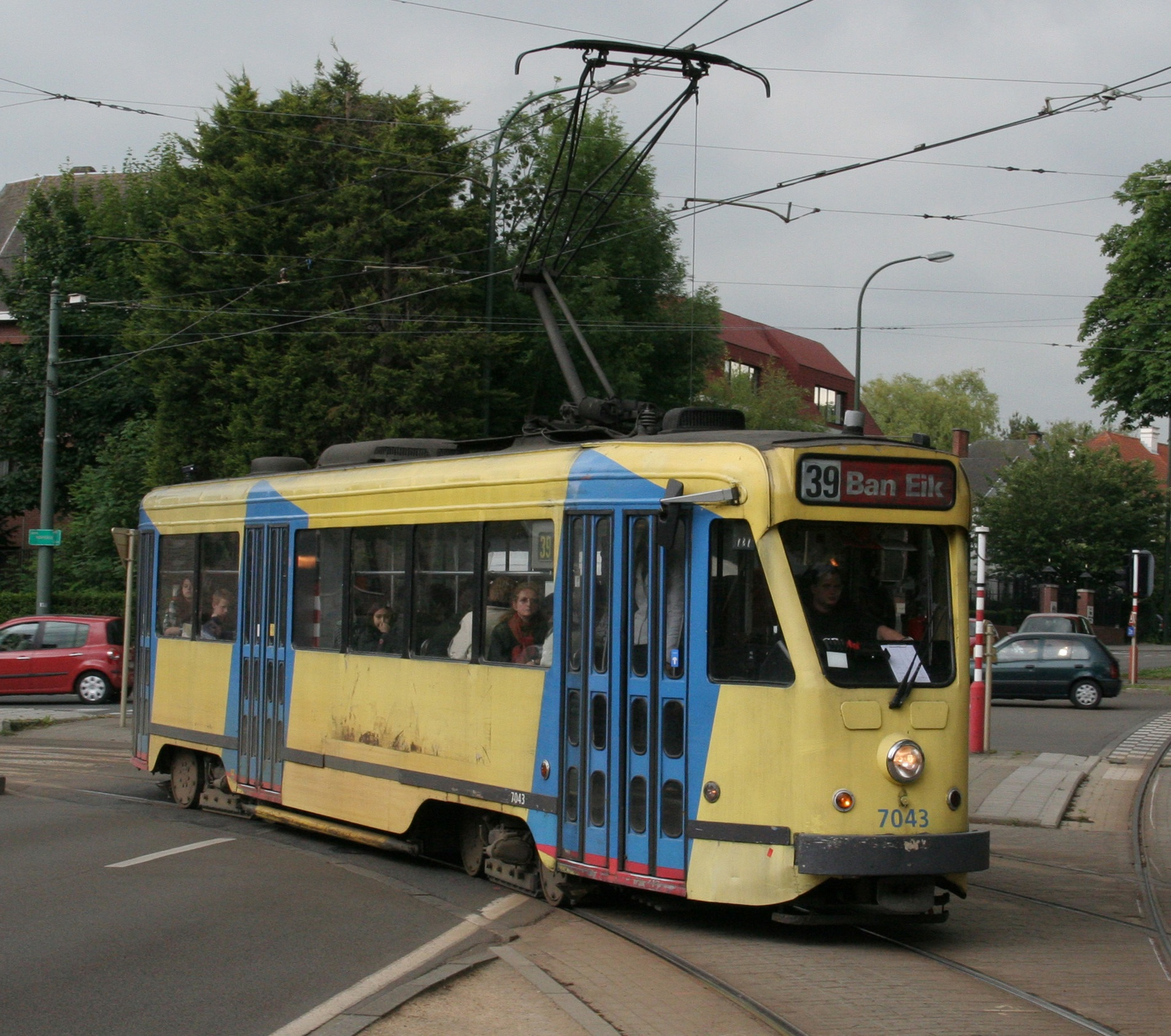
Brusselse PCC-car van de serie 7000, gebouwd in 1952; in 2009.

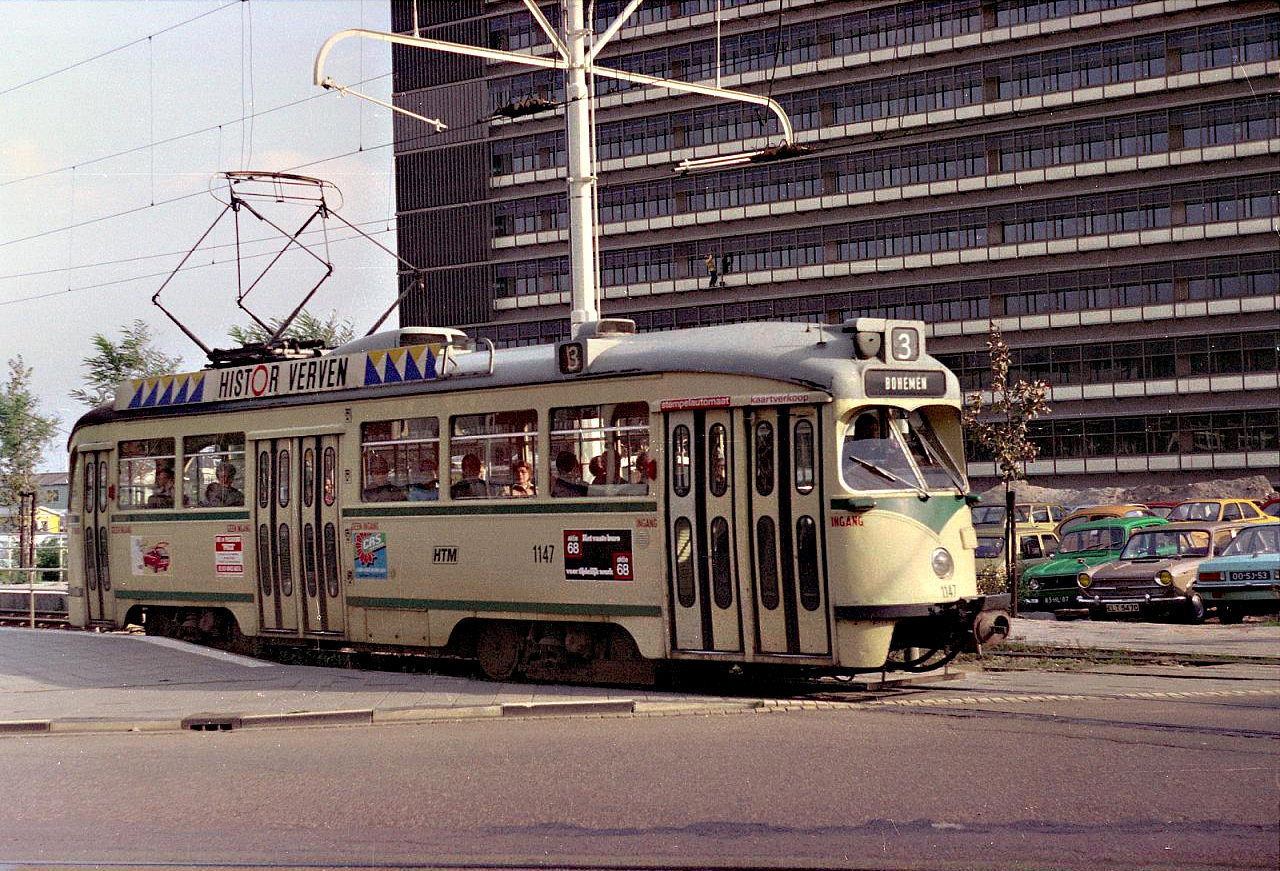
Haagse PCC-car van de serie 1100, gebouwd in 1957; omstreeks 1977.

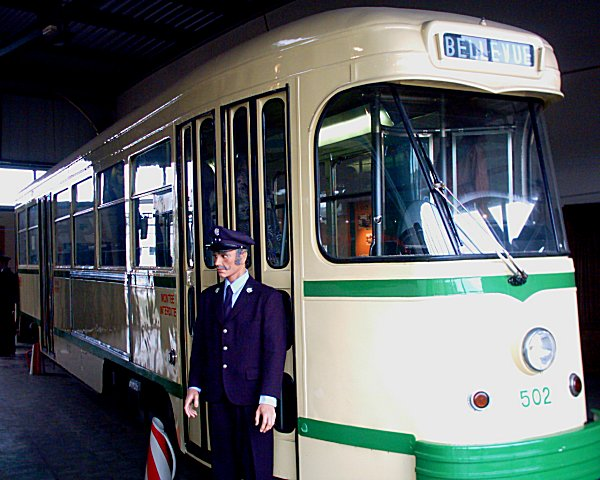
PCC-car van Saint-Étienne, gebouwd in 1958

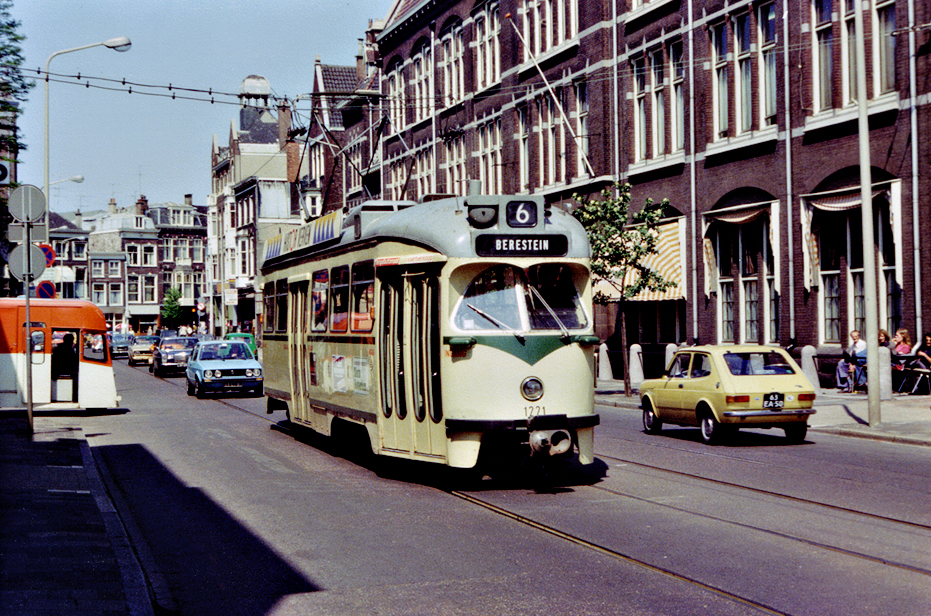
Haagse PCC-car van de serie 1200, gebouwd in 1963; omstreeks 1973.

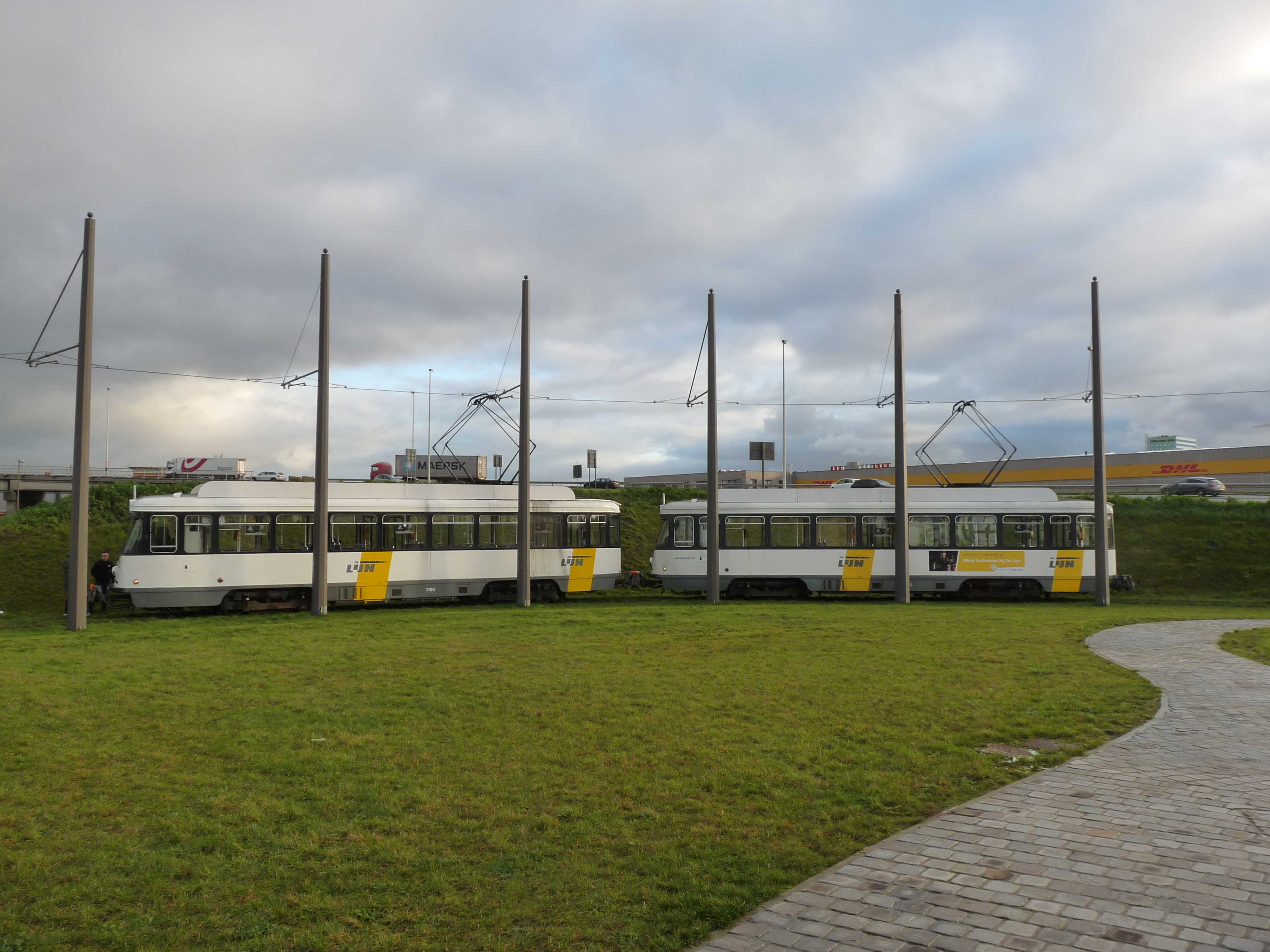
Koppelstel van Antwerpse PCC-cars in treinschakeling.

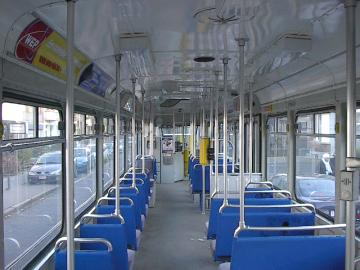
Interieur van een gerenoveerde Antwerpse PCC.

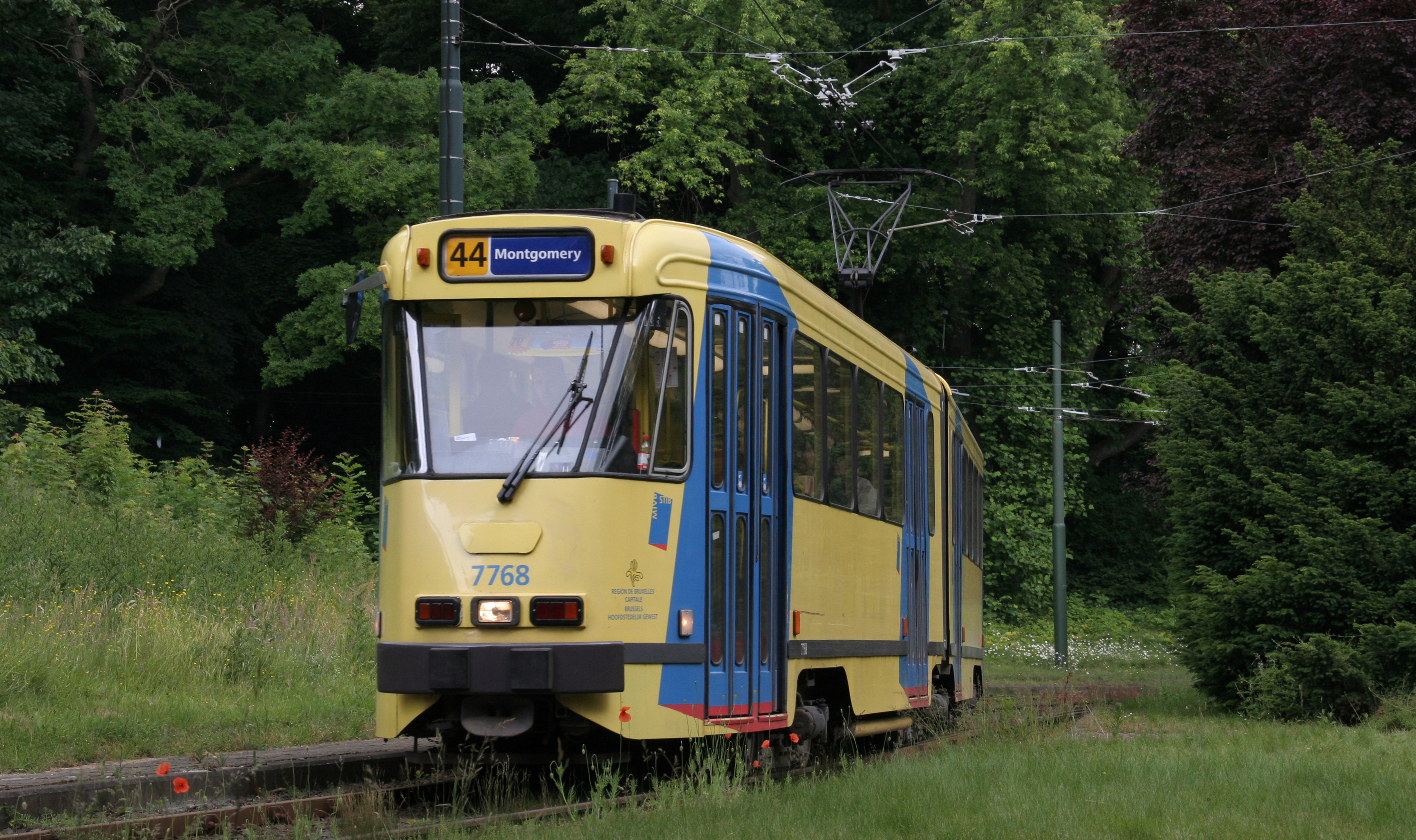
Brusselse enkelgelede PCC-car van de serie 7700-7800

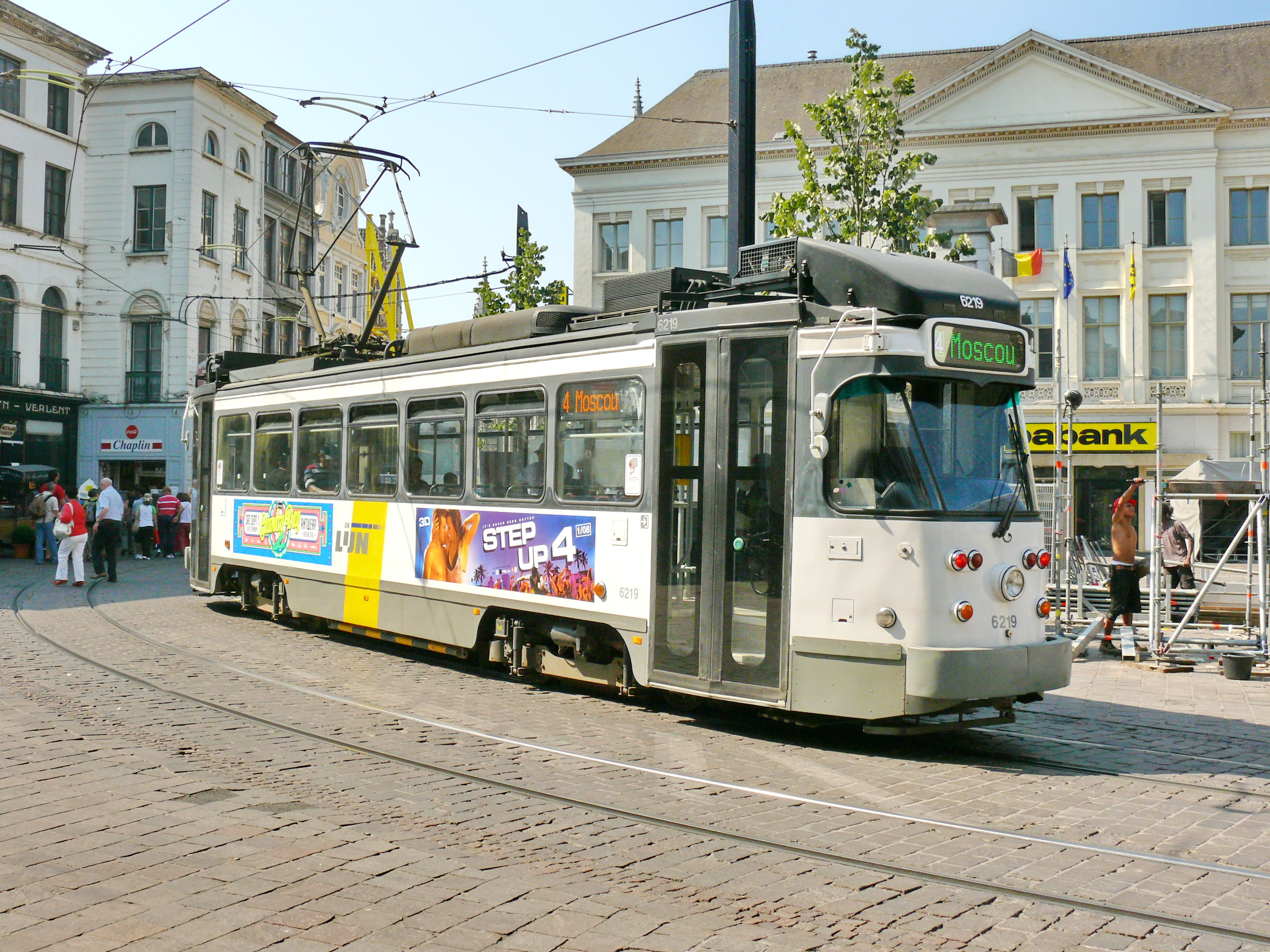
Gentse tweerichtings-PCC in het centrum van de stad

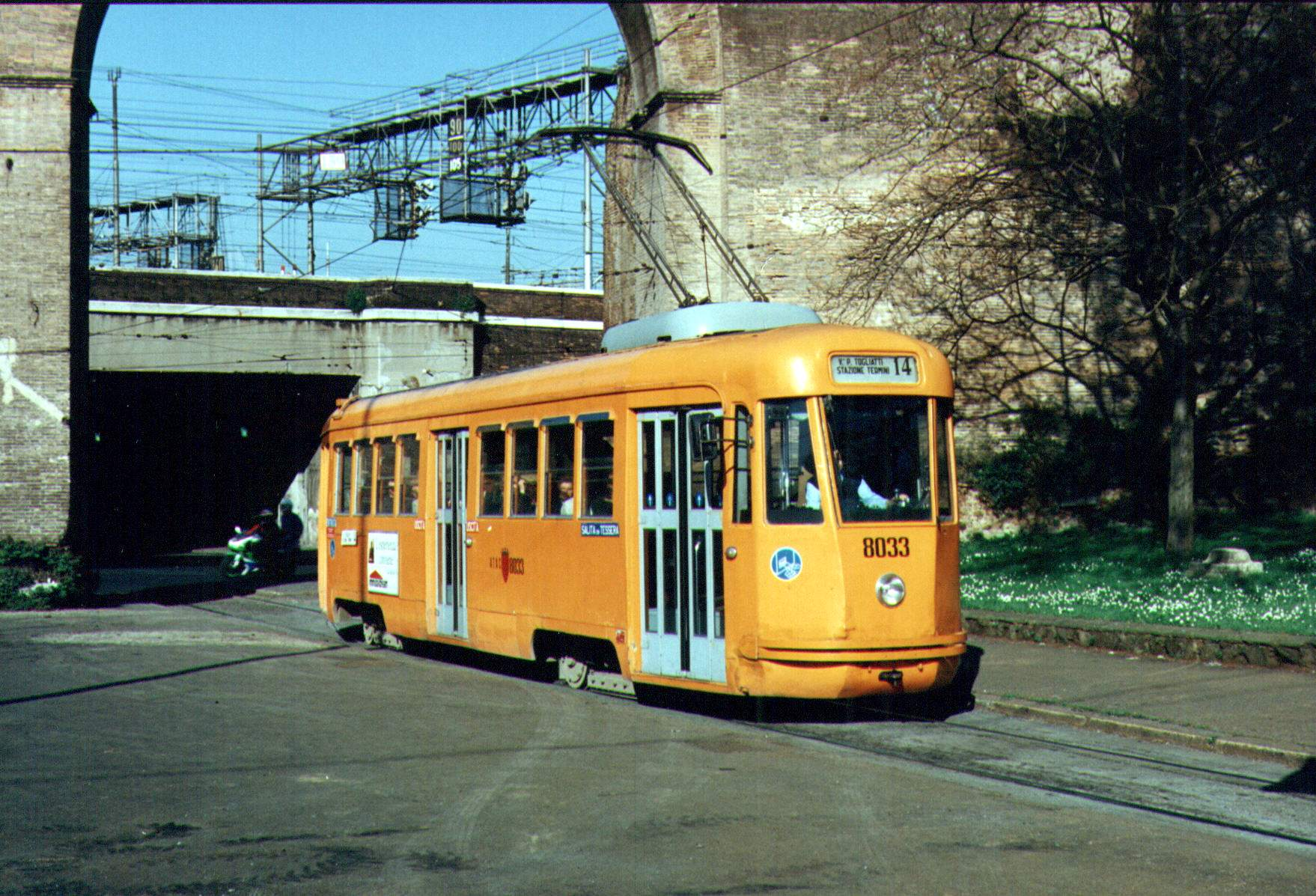
Tram van Rome: Italiaanse PCC-cars hadden hun eigen uiterlijk

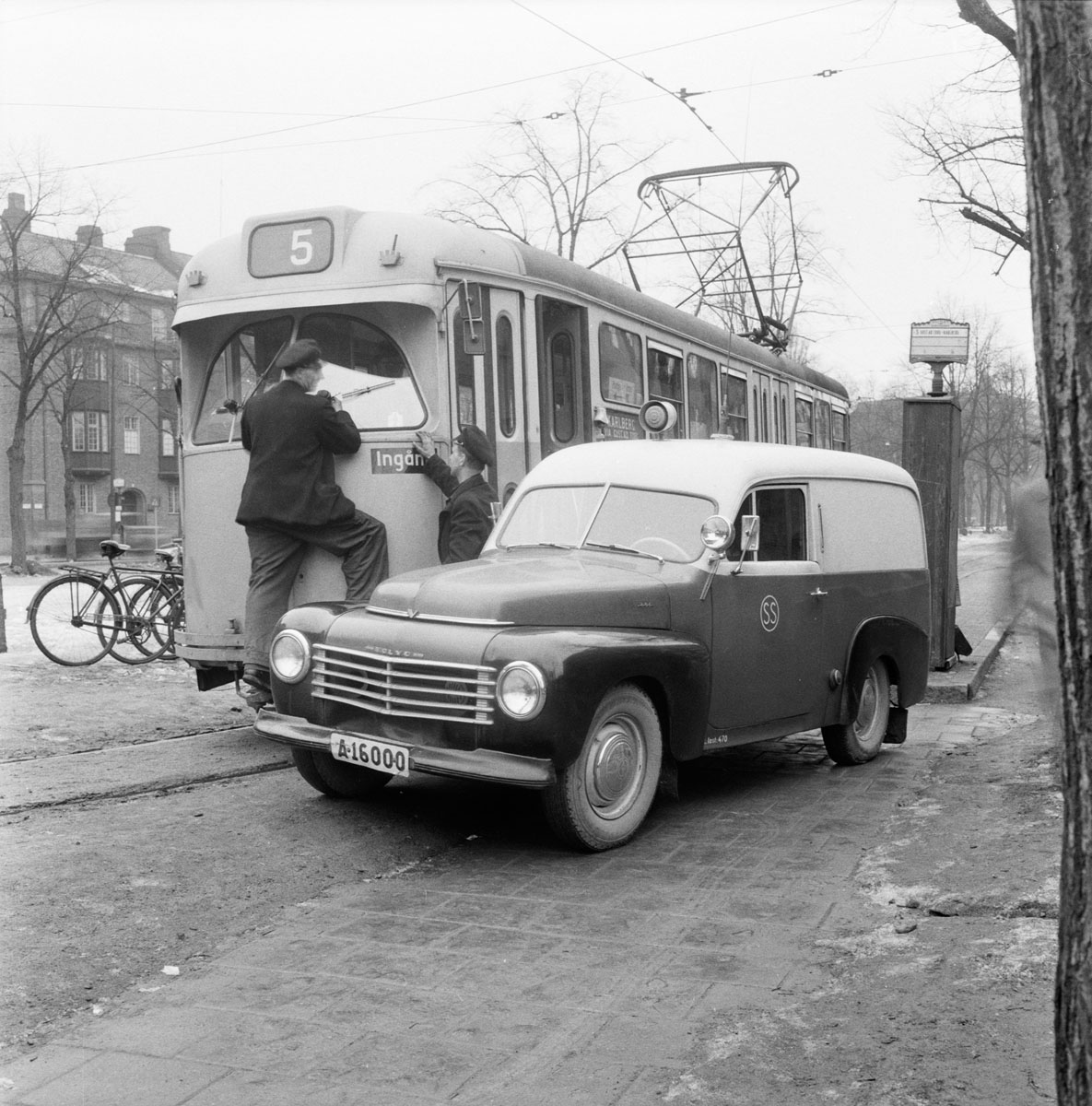
Een van de twee Stockholmse PCC's wordt onderweg gerepareerd

De Presidents' Conference Committee-Car, afgekort PCC-car, PCC-tram (in het Nederlands) of kortweg PCC, is een van oorsprong Amerikaans trammodel. De productie liep van 1935 voor het origineel tot in de jaren 90 voor trams op basis van PCC-techniek.
De PCC-car was van een revolutionair ontwerp met als belangrijkste en meest kenmerkende vernieuwing de accelerator, een schakelcontroller met een zeer groot aantal rij- en remstanden, waardoor het optrekken en afremmen zeer snel, soepel en schokvrij konden verlopen. Andere innovaties -die ook bij andere tramtypen voorkwamen- waren de eenmansbediening zonder conducteur, mechanische ventilatie bij de aandrijving (voor meer kracht), het gebruik van rubber in de ophanging (voor een stillere loop), het gebruik van magneetremmen op de draaistellen tussen de wielen. en het -voor die tijd- zeer gestroomlijnde ontwerp. 

## Geschiedenis
In 1929 hielden de directeuren van Amerikaanse trambedrijven, de Electric Railway Presidents' Conference Committee (ERPCC), een conferentie over de toekomst van de tram. Er werd besloten een moderne standaardtram te laten bouwen om de strijd tegen de oprukkende auto en bus aan te kunnen. De trams zijn in vele Amerikaanse steden gaan rijden, onder andere in Baltimore, Kansas City, Los Angeles, Philadelphia, Pittsburgh en San Francisco.
Betrokken bij de bouw van de wagenbakken van de PCC-cars waren twee fabrieken: de Saint Louis Car Company en Pullman-Standard. Daarbij werd gebruikgemaakt van draaistellen van de Clark Equipment Company, later ook van de Saint Louis Car Co. zelf. De elektrische uitrustingen, inclusief de elektromotoren, kwamen van Westinghouse en General Electric. De grootste fabriek van trammaterieel in de VS, de J.G. Brill Company, nam ook deel aan de ontwikkeling van de PCC-car, maar stapte eruit na onenigheid met de andere leden van de ERPCC. Brill ontwierp toen een concurrerend tramtype, dat veel kenmerken met de PCC-car gemeen had. Van deze Brillliner is maar een beperkt aantal gebouwd.
In Noord-Amerika waren er twee generaties PCC's: de air-electrics (lucht-elektrisch) and de all-electrics (volledig elektrisch). De air-electric-PCC's werden gebouwd tot 1945 en hebben een luchtcompressor om de deuren en remmen te bedienen. De all-electric-PCC's werden gebouwd vanaf 1946 en hebben geen luchtcompressor. De twee generaties hadden ook een andere styling die het meest zichtbaar was in de zijruiten en de voorruit. Op één uitzondering (de PCC's uit Kansas City) hadden de zijkanten van een all-electric-PCC twee rijen ruiten met kleine ovale ruiten voor staande reizigers boven grotere rechthoekige ruiten.
Aanvankelijk was de PCC-car een groot succes, maar op den duur heeft deze grootscheepse modernisering veel Amerikaanse trambedrijven niet kunnen redden. De trams werden door bussen vervangen en de nog relatief jonge PCC-cars werden verkocht aan steden als Toronto, Mexico-Stad, Barcelona en Sarajevo. Daarnaast verkochten Kansas City en Johnstown (Pennsylvania) PCC-cars aan Brussel. De wagenbakken, die veel te breed waren voor de smallere Brusselse straten, werden gesloopt, maar hun draaistellen en elektrische installaties werden verwerkt in 91 PCC's die door de Belgische industrie werden gefabriceerd. Chicago verwerkte de PCC's, na het slopen van de wagenbakken, in het eigen Rapid Transit-materieel.

## Europa
Het Belgische consortium Electrorail, waarin rollend-materieelfabrikant La Brugeoise et Nicaise & Delcuve (BND, na 1956 BN) te Brugge samenwerkte met ACEC (Ateliers de Constructions Electriques de Charleroi) te Charleroi, verwierf in 1945 de Amerikaanse licenties voor de bouw van PCC-cars. Voor Den Haag en het tramnet van de NMVB in Henegouwen heeft men de PCC nagebouwd van het Amerikaanse model, maar dan aangepast aan het Europese profiel (smaller en in Den Haag ook korter). Voor andere steden heeft BN aan de PCC een zelf ontworpen wagenbak gegeven, met voor bijna elke stad (Antwerpen, Brussel, Gent en Marseille) een ander model neus. In licentie van BN bouwde ook de Franse fabriek Ateliers de Strasbourg een serie PCC's voor Saint-Étienne met elektrische uitrusting van Schneider-Westinghouse.
De PCC in Europa is niet zozeer te herkennen aan de uiterlijke vormgeving, maar aan de techniek, zoals de draaistellen en de elektrische installatie. De meeste PCC-cars hebben voetbediening, maar ook handbediening komt voor. Dankzij de accelerator, die in de plaats kwam van de klassieke schakelwals, kon de PCC-car uitstekend meekomen in het stadsverkeer. De ruime toepassing van rubber in de draaistellen en wielen zorgde voor een soepele en bijna geruisloze gang. De magneetremmen die op de draaistellen tussen de wielen waren gemonteerd, stonden garant voor een adequate noodstop, en bij stilstand het voorkomen van het wegglijden vanaf een helling. Ook tijdens het halteren stonden de remblokken op de rails en werden gelost bij het wegrijden.
Latere ontwikkelingen
Oorspronkelijk waren alle PCC-cars vierassig, waardoor de capaciteit relatief gering was, vergeleken met zes- of achtassige gelede trams. Daarom werd in diverse steden (Den Haag, Antwerpen, Marseille) treinschakeling toegepast waarbij twee of drie PCC's samen konden rijden. De constructeurs BN en ACEC zijn er in de jaren zestig in geslaagd een gelede versie te ontwerpen met een gewijzigde elektrische schakeling zodat alle assen, ook die onder de geleding, worden aangedreven. Bovendien kon hierdoor een grote stroombesparing worden bereikt. Volgens dit principe zijn aan Brussel enkelgelede PCC-cars geleverd. De dubbelgelede PCC's die deze stad daarna nog in dienst stelde, zijn in elektrisch opzicht gelijk aan een koppelstel van twee vierassige PCC-cars in treinschakeling, waarbij de stroombesparing weer teniet werd gedaan. De Haagse GTL8 heeft nog altijd een aantal PCC-kenmerken (zoals het gebruik van PCC-draaistellen en elektromotor, deels afkomstig van gesloopte PCC's uit Den Haag zelf maar ook Brussel en Marseille), maar is geen PCC-car meer te noemen, doordat het meest kenmerkende element (de accelerator) is vervangen door de veel zuiniger thyristorsturing. Die is ook aangebracht bij de gerenoveerde PCC-cars van Antwerpen en Gent, zodat die in feite ook geen PCC meer zijn te noemen.
Oost-Europa
De Tsjechische fabrikant Tatra in Praag bouwde vanaf 1948 een van de PCC-car afgeleid tramtype, de Tatra-tram, voor vele trambedrijven in Oost-Europa. De aantallen gaan die van de Amerikaanse en West-Europese PCC's ver te boven. Ook vele van deze trams zijn bij renovaties in de jaren negentig van thyristorsturing voorzien. Voor trambedrijven in Polen bouwde Konstal een soortgelijk type.
Belgrado stelde een kleine serie PCC-cars van het Brusselse model in dienst en nam in 1960 de 24 te koop aangeboden PCC's van het Amerikaanse model over van de Belgische NMVB.
Zuid-Europa
De Italiaanse industrie (met name Fiat met een eigen licentie) bouwde naast "pseudo"-PCC's een aantal zuivere PCC-cars van eigen model, voor onder andere Madrid, Milaan en Rome.
Noord-Europa
Hamburg schafte zich in 1951 één PCC-car aan van het Brusselse model, die na ook in Kopenhagen beproefd te zijn, in 1958 door het trambedrijf van Brussel werd overgenomen. In Zweden bleef het bij een proef met twee PCC-cars van ASJ en ASEA voor het trambedrijf van Stockholm. Wel stelde Göteborg grote aantallen vierassige trams in dienst die door Hägglund en ASJ/ASEA volgens soortgelijke principes waren gebouwd, al kwamen er geen PCC-octrooien en -licenties aan te pas en waren de elektrische installaties van eigen Zweeds ontwerp.

## PCC-cars in Europa
- Nederland
  - Den Haag (1949-1993); zie: Haagse PCC-car
- België
  - Nationale Maatschappij van Buurtspoorwegen (1948-1960)
  - Brussel (1951-heden)
    - Brusselse PCC-car (1951-2010)
    - Brusselse gelede PCC-car (1971-heden)
    - Brusselse dubbelgelede PCC-car (1977-heden)

  - Antwerpen (1960-heden)
    - "Platkoppen" (niet koppelbaar) (1960-2023)
    - Koppelbare PCC2-trams (1974-heden)
    - Gentse PCC2-trams (2018-heden) 
      - 6 van deze Gentse trams met 2 stuurcabines worden sinds 2018 uitsluitend op lijn 12 ingezet. Wegens werken is de keerlus aan het Sportpaleis tijdelijk niet bereikbaar. Om dit op te lossen werden oude trams uit Gent naar Antwerpen gebracht.

  - Gent (1971-2018)
- Duitsland
  - Hamburg (1951-1957)
    - De enige PCC in West-Duitsland was de 3060 van de Hamburgse tram, van het model dat ook voor Brussel was gebouwd. In december 1951 werd zij in Hamburg afgeleverd en in februari 1952 in dienst gesteld. Omdat de tram in bochten een veel grotere uitslag van de wagenbak had kon zij niet op een bochtig tracé worden ingezet omdat zij botsingen met het V6/7-materieel zou kunnen krijgen. In november 1957 deed de wagen enkele weken op proef dienst in Kopenhagen. In 1958 ging ze naar Brussel. Ze werd 7000 genummerd en deed tot 1994 dienst. Deze PCC was van 1995 tot 1999 in het tram- en treinmuseum VVM Schönberger Strand bij Kiel en is sinds 1999 rijvaardig in het Deense trammuseum Skjoldenæsholm.
- Italië
  - Turijn (Torino) (1942- ong. 1990)
    - In 1942 bouwde FIAT de twee eerste Europese PCC-cars voor de trambedrijven van Turijn en Madrid. In 1943 bouwde FIAT, ondanks de oorlogsomstandigheden, nog 5 wagens (3002-3006) op door FIAT zelf ontwikkelde onderstellen van het type '2045'. De eerste Italiaanse PCC 3001 werd tijdens de Amerikaanse bombardementen op Turijn in 1943 verwoest. In 1948 werd deze tram herbouwd en kreeg een nieuwe carrosserie en B2-onderstellen, die in 1958 werden vervangen door TIBB-Brill 97E trucks. Tussen 1949 en 1958 bouwde FIAT voor Turijn 125 PCC-klonen (3100-3164 en 3165-3229). In 1958/9 volgde nog de serie 3250-3279 op ATM Moncenisio trucks. In 1976/77 zijn al deze trams door de lokale fabriek Viberti/Seac gemoderniseerd en de PCC's deden tot ruim in de jaren 1990 dienst.

  - Rome
  - Milaan (Milano)
- Frankrijk
  - Marseille (1969-2004)
  - Saint-Étienne (1958-1998)
- Spanje
  - Barcelona bij: Tranvias De Barcelona (1961-1971)
  - Madrid bij: Empresa Mixta de Transporters Urbanos (1942-1972)
- Joegoslavië (nu Servië)
  - Belgrado (1952-1990)
    - Het trambedrijf van Belgrado stelde in 1952-1953 vijf PCC-cars (112-116) van het Brusselse model in dienst op metersporige B6-draaistellen. In 1960 werden daaraan 24 stuks toegevoegd (117-140), die tweedehands waren gekocht van de Belgische NMVB. Deze waren in 1950 gebouwd volgens het Amerikaanse ontwerp met "standee windows" zoals ook de serie 1000 in Den Haag.
- Bosnië
  - Sarajevo (1960-...)
- Zweden
  - Stockholm (1952-1962)
    - Twee linksrijdende exemplaren op B3-draaistellen van de St. Louis Car Company met Westinghouse 1432-tractiemotoren kwamen in 1952 in Stockholm in dienst. De wagenbakken waren gebouwd door ASJ, de elektrische uitrustingen door ASEA. Van 1956 tot 1962 reed het tweetal als permanent koppelstel op de toeristische tramlijn 700. Wagen 10 is gesloopt en nr. 11 is rijvaardig in het trammuseum van Malmköping.

## PCC-cars in Canada

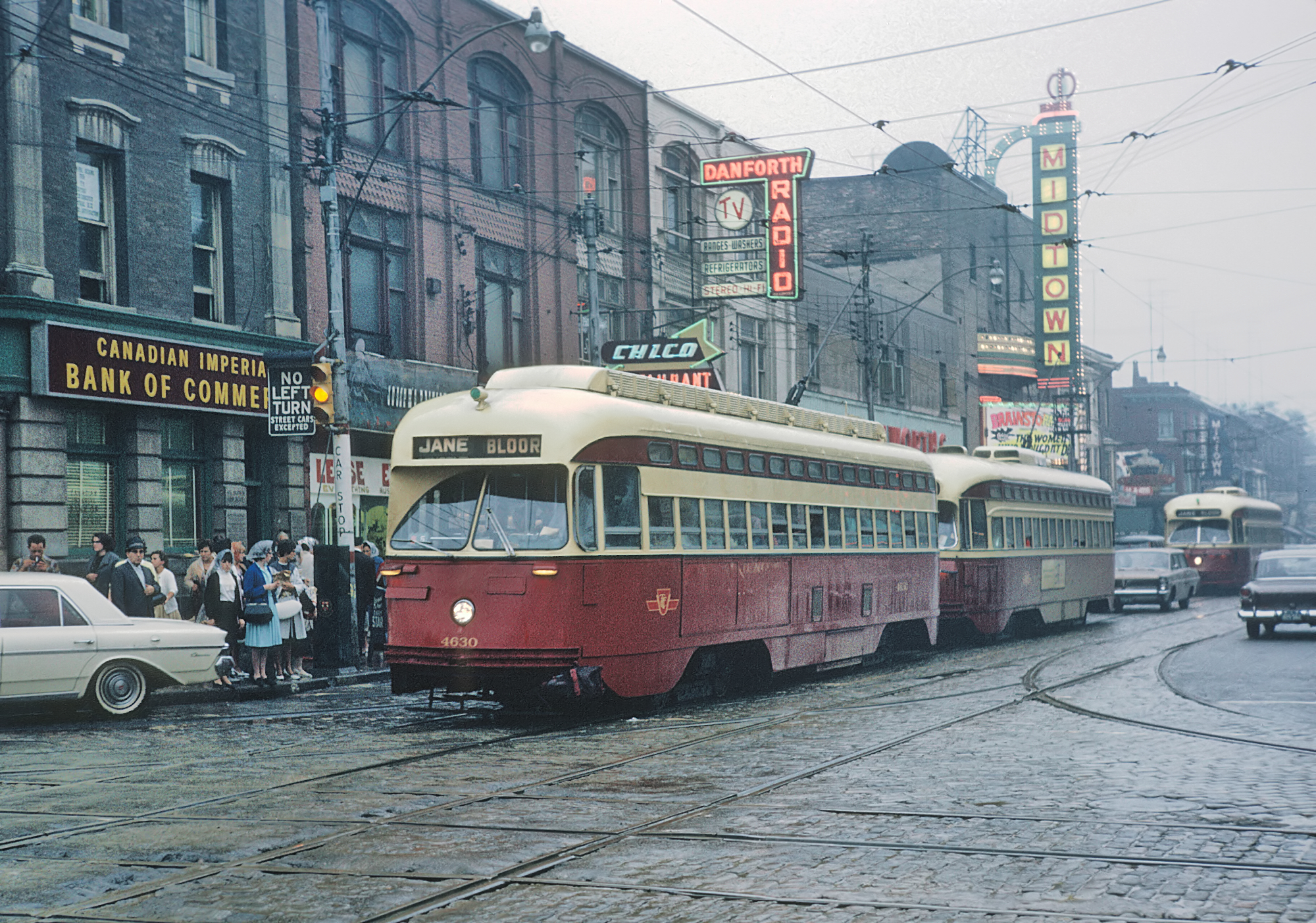
Tram van Toronto: koppelstel van twee PCC's in treinschakeling in 1965

De PCC-cars hebben Canada in de volgende steden dienstgedaan:
- Montreal (Montreal Tramways Co. – MTC)
- Toronto (Toronto Transportation Commission- TTC)

- Vancouver (British Columbia Electric Railway Co. – BCER)

## PCC-cars in Midden en Zuid-Amerika
PCC-cars hebben in Midden en Zuid-Amerika in de volgende steden dienstgedaan:
- Mexico (Mexico Tramways Co.) (Na 1945: Servicio de Transportes Electricos del Distrito Federal – STE). De meeste tweedehands gekocht van Minneapolis, Detroit en Kansas City.
- Buenos Aires (Ferrocaril Naçional General Urquiza de BA). Tweedehands gekocht van Pacific Electric (Los Angeles).

## PCC-cars in de Verenigde Staten

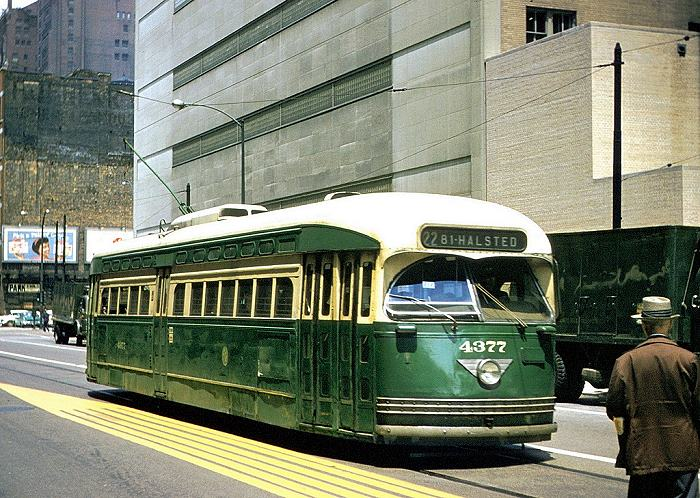
PCC in Chicago, lijn 22 – 81st. Str.-HALSTED

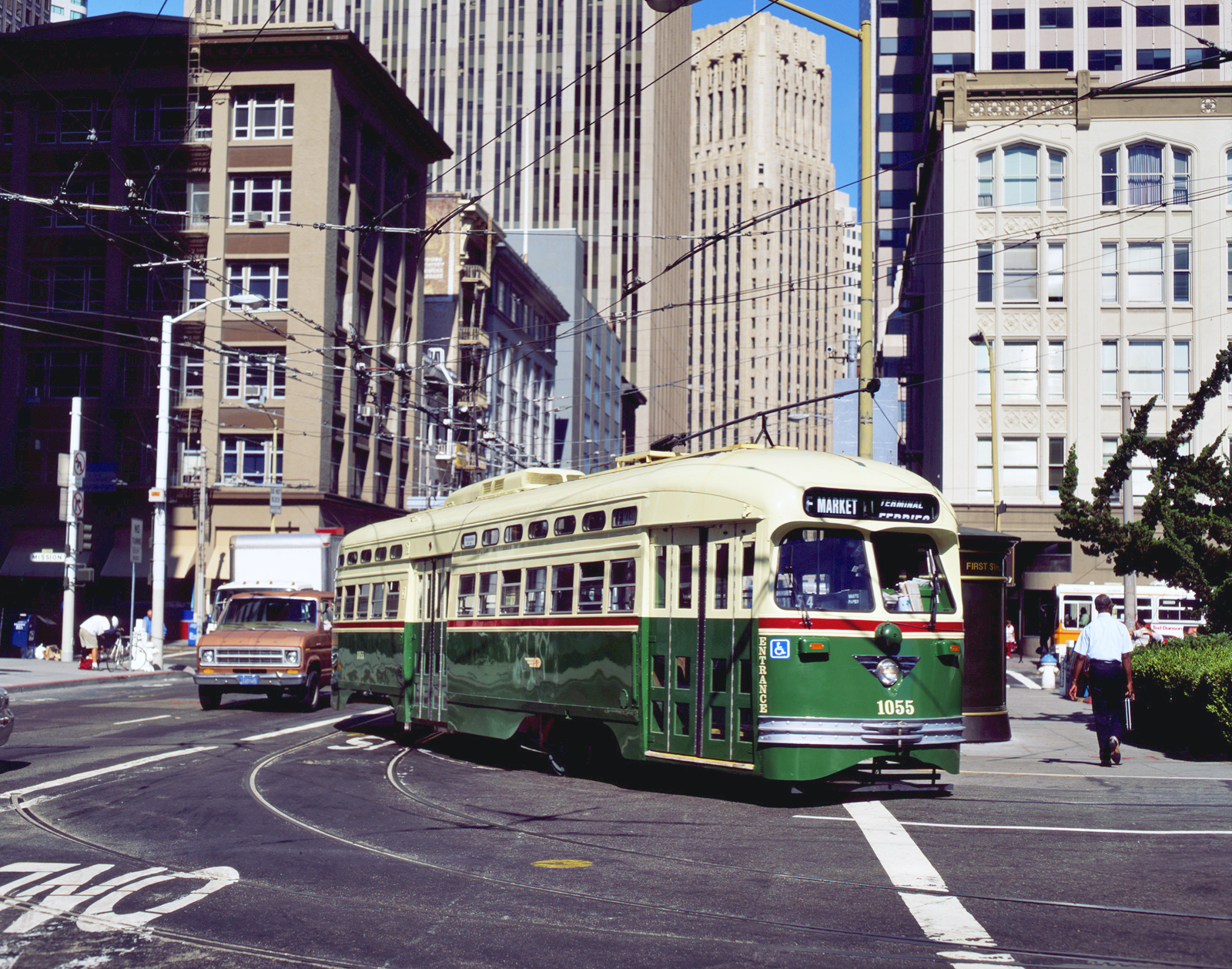
PCC in San Francisco in de kleuren van Philadelphia (SEPTA)

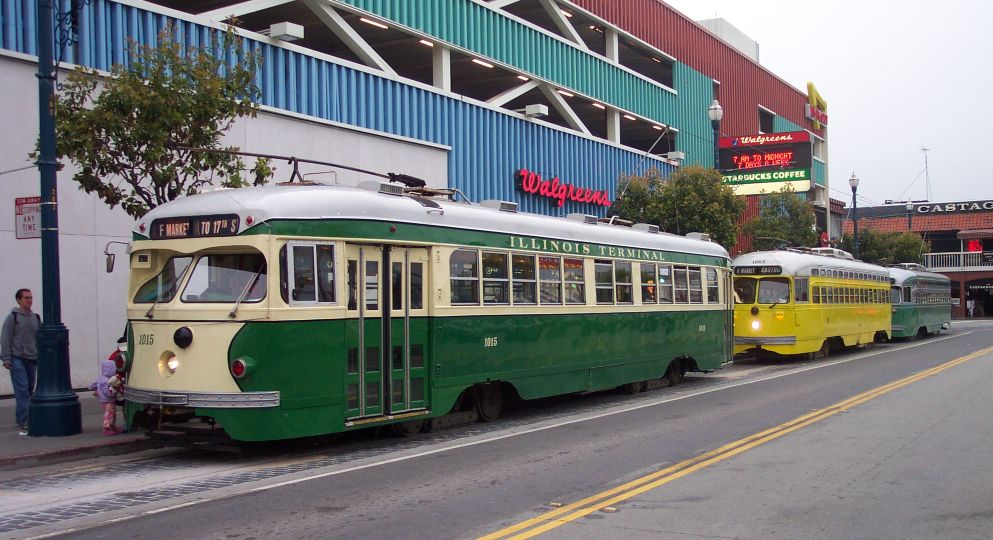
PCC's in San Francisco

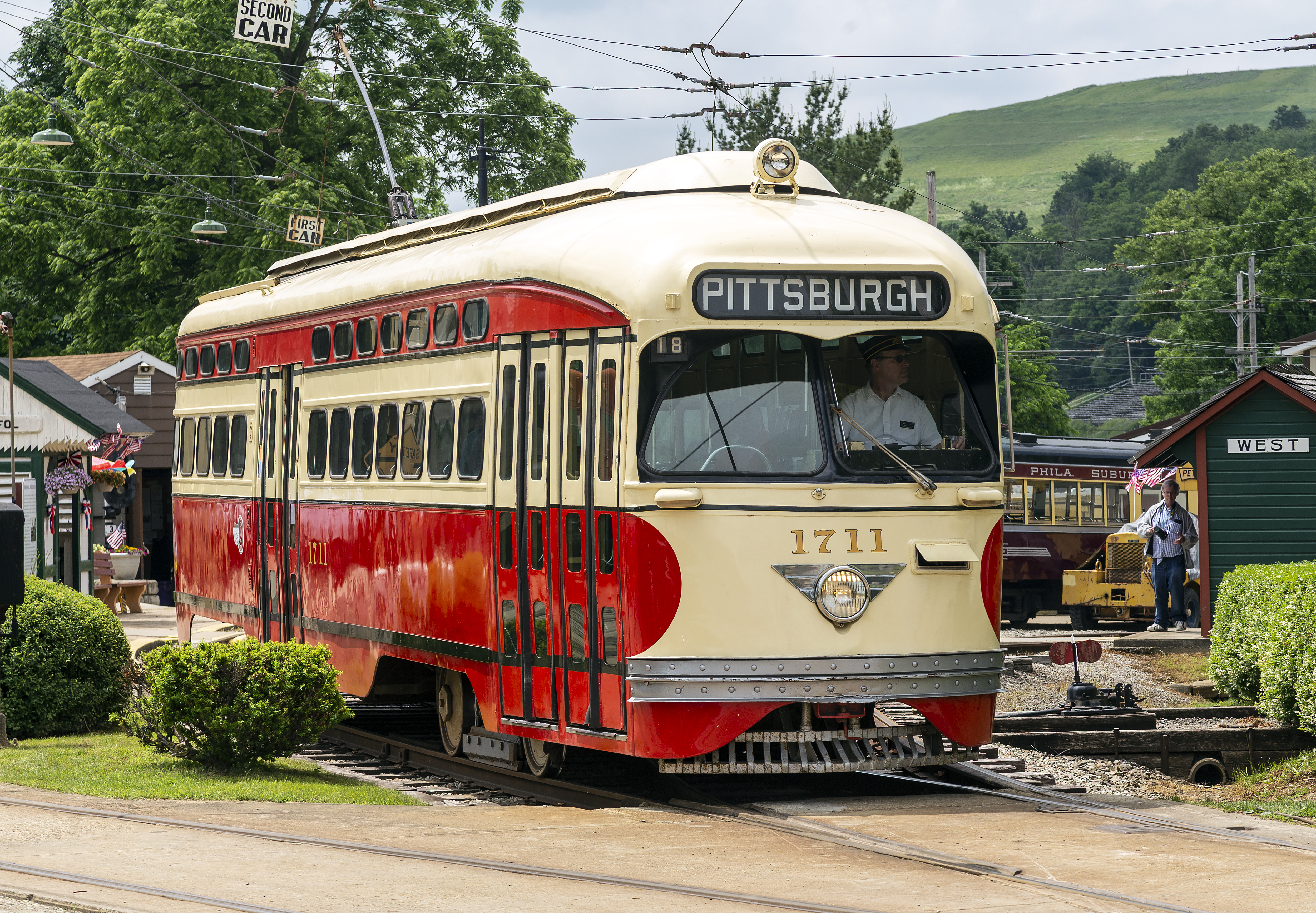
PCC die reed voor de Pittsburgh Railways Company

PCC’s hebben in de Verenigde Staten in de volgende steden dienstgedaan of doen er nog dienst:
- Baltimore (Baltimore Transit Co.)
- Birmingham, Al. (Birmingham Electric Company)
- Boston (Boston Elevated Railway) (Na 1947: Metropolitan Transit Authority – MTA) (Na 1964: Massachusetts Bay Transportation Authority – MBTA)
- Brooklyn (Brooklyn & Queens Transit)

- Chicago (Chicago Surface Lines – CSL) (Na 1947: Chicago Transit Authority – CTA)
- Cincinnati (Cincinnati Street Railway Co. – CSR)
- Cleveland (Cleveland Transit System) – & Shaker Heights Rapid Transit (SHRT)
- Dallas (Dallas Railway & Terminal Company – DR&T)
- Detroit (Detroit Department of Street Railways – DSR)
- El Paso (El Paso City Lines)
- Johnstown (Johnstown Traction Co. – JTC)
- Kansas City (Kansas City Public Service Co. – KCPS)
- Los Angeles (Los Angeles Railway Co. – LARy) (Na 1945: Los Angeles Transit Lines) (Na 1958: Metropolitan Coach Lines) – & Pacific Electric Railway Co.
- Minneapolis – St. Paul (Twin City Rapid Transit Company – TCRT)
- Newark (Public Service Railway Co.) (Later: Public Service Co. of New Jersey)

- Philadelphia (Philadelphia Rapid Transit Co. – PRT) (Na 1940: Philadelphia Transportation Co. – PTC) (Na 1968: SEPTA) – & Philadelphia Suburban Transportation Co. (PSTCo.), zogenaamde Red Arrow Lines
- Pittsburgh (PRC – Pittsburgh Railways Co.) (Na 1964: Port Authority of Allegheny County)
- St. Louis (St. Louis Public Service Co. – SLPS) – & Illinois Terminal Railroad System
- San Diego (San Diego Electric Railway – SDERy)
- San Francisco San Francisco Municipal Railway (Muni) en (F - Market Street Railway)
- Washington D.C. (Capital Transit Co. – CTC)

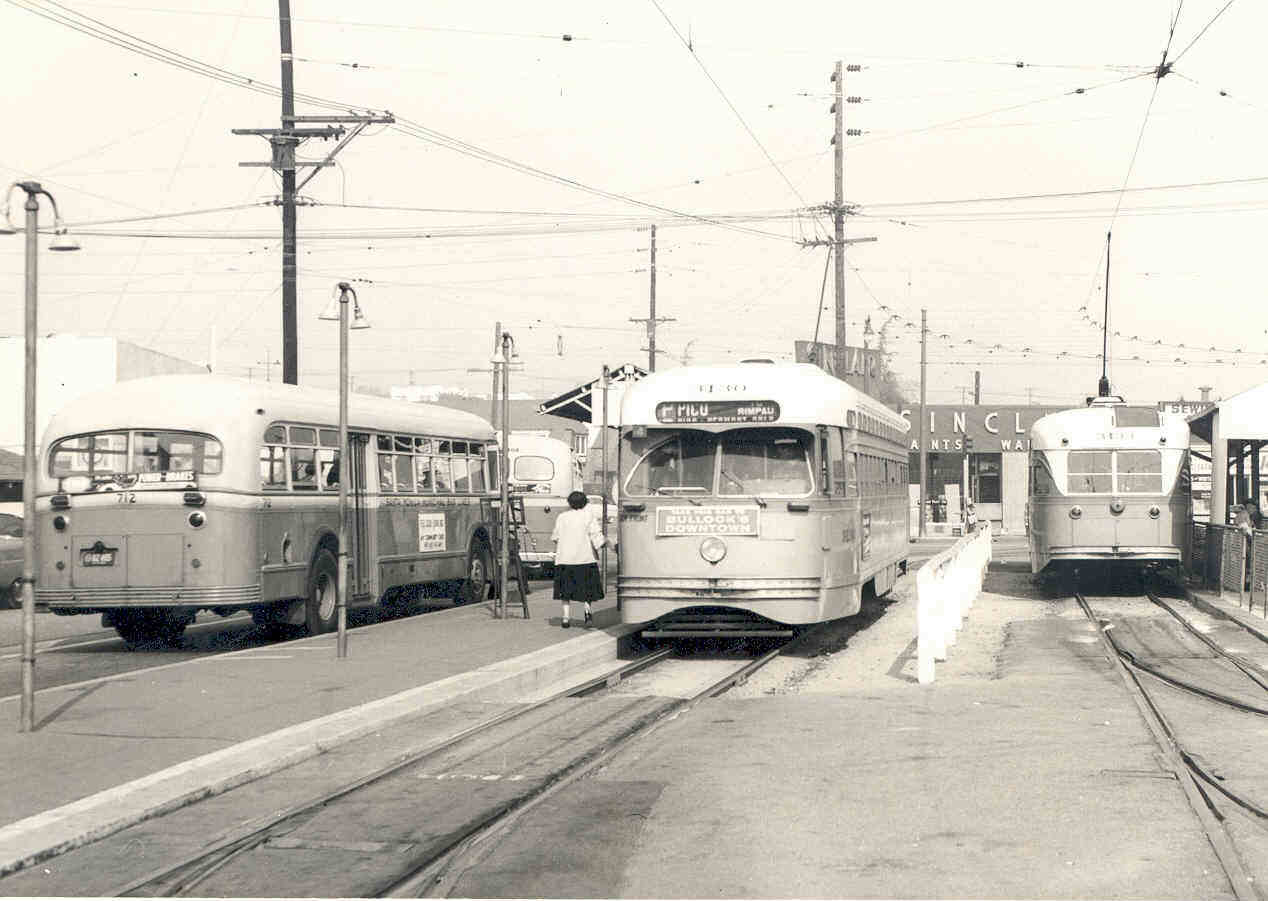
PCC op lijn P in Los Angeles 1956

Daar waar er na de plaatsnaam nog een bedrijf is toegevoegd, houdt dat in dat er in diezelfde stad nog een trambedrijf was dat PCC’s in dienst had.

## PCC-cars in overige landen

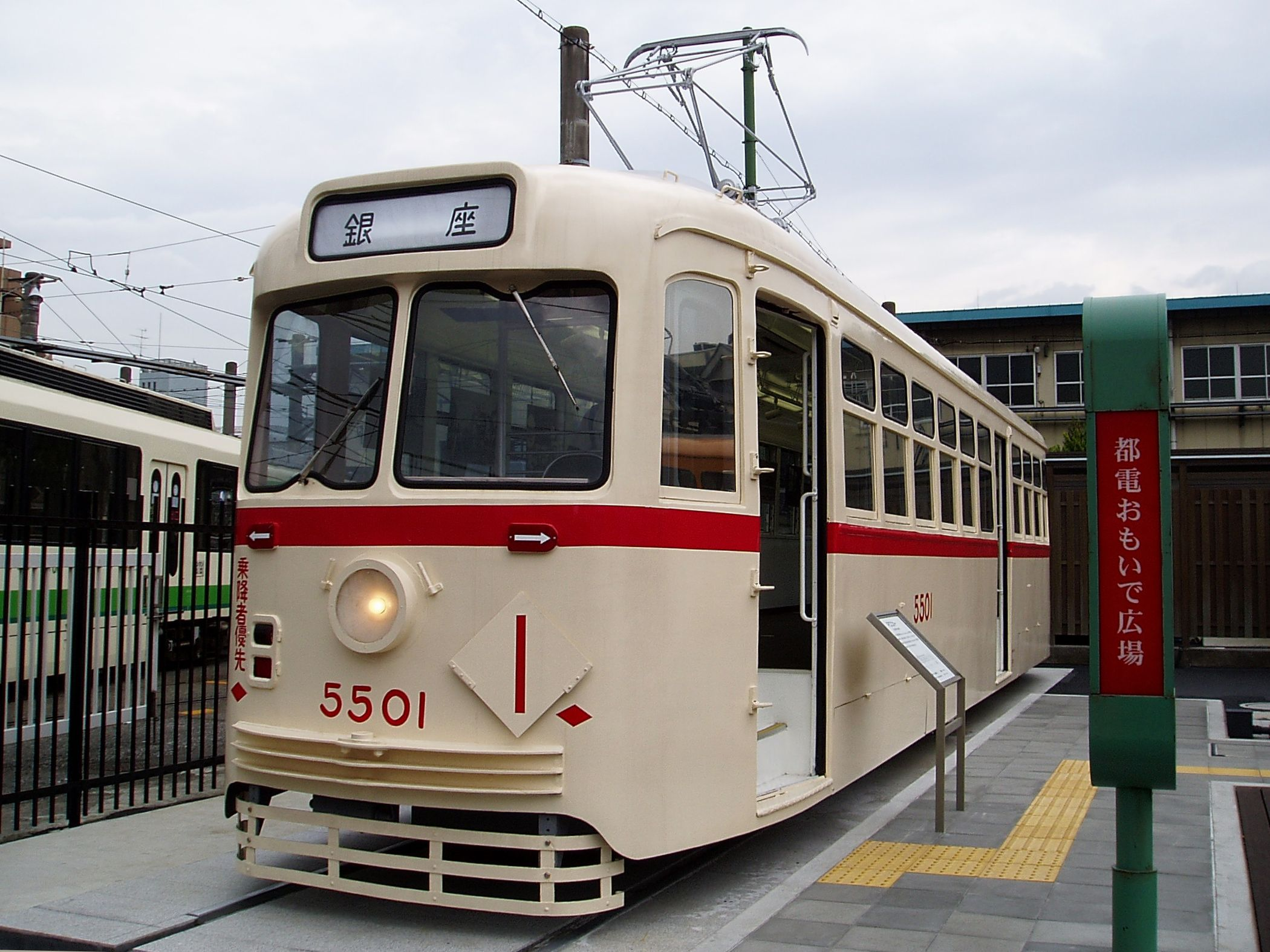
Japanse PCC-car, Tokio nr. 5501.

Een PCC heeft in de volgende landen dienstgedaan:
- Japan
  - Tokio (Naniwa Koki Co. PCC No. 5501)
- Australië
  - Melbourne (PCC-class No. 980)
- Egypte
  - Caïro (Tweedehands wagens uit Los Angeles)

## PCC-projecten die nooit werden uitgevoerd
Naast een aantal geannuleerde opdrachten (onder andere Baltimore) zijn er ook een aantal projecten te melden waarbij de aanschaf (of tweedehands aanschaf) van PCC’s niet doorging.
- 1954: mogelijke opdrachtgever: New Orleans Public Service Inc, betreft: Pullman-Standard PCC (ex-Dallas, serie 1020-1044). De Dallas Railway & Terminal Company (DR&T) bood haar 25 tweerichtings-PCC-cars in juli 1954 te koop aan op het moment dat zij slechts negen jaar oud waren. De New Orleans Public Service Inc. overwoog deze wagens te kopen om enkele oudere wagens te kunnen afvoeren en ze in te zetten op de Canal en St. Charles tramlijnen. Omdat de wagens in de ogen van het trambedrijf in New Orleans toch te onpraktisch waren werd het aanbod afgewezen.
- ca.1960: mogelijke opdrachtgever: Wiener Stadtwerke Verkehrsbetriebe. Betreft: St. Louis Car Co. PCC-cars (ex-Washington D.C. Transit PCC-cars, Z2 class). Midden jaren 1950 had het trambedrijf in Wenen behoefte aan veel nieuwe trams om oude wagens te kunnen afvoeren. Deze hadden door de Tweede Wereldoorlog enorm geleden. In 1955 bezocht een delegatie uit Wenen de Verenigde Staten met als doel te bestuderen of de aanschaf van tweedehands PCC-cars mogelijk zou zijn. De bedoeling was onderdelen te kopen en die te gebruiken in combinatie met een nieuw te bouwen carrosserie. De PCC-cars in Washington D.C. waren de meest voor de hand liggende keus omdat zij niet zo lang waren. Een probleem zou wel zijn dat zij 2,5 meter breed waren in plaats van de gebruikelijke 2,2 meter in Wenen. Dit zou beperkingen opleggen aan de inzet van de PCC-cars. Uiteindelijk ging de koop niet door omdat het bestuur van het vervoerbedrijf toch voor nieuwe gelede trams van de Duitse Düwag-fabriek koos.

- 1968/9, mogelijke opdrachtgever: Tranvias de Barcelona, betreft: Russische PCC-cars uit de LM-68 serie. In januari 1961 had Barcelona 20 tweedehands PCC’s uit Washington D.C. gekocht en daarna nog 81. Ze werden door MACOSA verbouwd, opgeknapt en geschikt gemaakt voor het trambedrijf in Barcelona. Er werden in het midden van de jaren zestig nog pogingen ondernomen het trambedrijf verder te moderniseren maar dit lukte niet, ook vanwege het ontbreken van voldoende financiën. Tegelijkertijd werd het grote tramnet langzamerhand opgeheven. Onofficieel en informeel werd tussen de bestuurders van de trambedrijvenvan Barcelona en Leningrad gesproken over goedkope modernisering van het trambedrijf. Toen Barcelona een offerte kreeg voor de levering van trams voor een kwart van de prijs van nieuwe, mocht de stad van hogerhand niet op de offerte reageren omdat officieel al besloten was het trambedrijf op te heffen.
- 1939: opdrachtgever: East Bay Street Railways, betreft: St. Louis Car Co. PCC-car serie 1000-1019. De president van de Key System Transit Company, Alfred J. Lundberg, was lid van het ontwikkelingspanel van de Presidents' Conference Committee. In 1937 betaalde hij royalty's vooruit op de aanschaf van 180 PCC-cars voor het zusterbedrijf ‘the Railway Equipment & Realty Co.’. De PCC-cars waren bestemd voor de zwaardere tramlijnen in tussen Oakland en Berkeley bij San Francisco, Californië. In maart 1939 annuleerde de ‘the Railway Equipment & Realty Co.’ deze opdracht ter waarde van ongeveer $ 280,000.